# Hans Peter Binswanger-Mkhize
Hans Peter Binswanger-Mkhize (* 1943 in Kreuzlingen; † 4. August 2017 in Pretoria, Südafrika) war ein Schweizer Agrarökonom.

## Leben
Binswanger-Mkhize studierte Politikwissenschaften in Paris und Agrarwissenschaften an der Eidgenössischen Technischen Hochschule in Zürich. Seinen Ph.D. erhielt er 1973 von der North Carolina State University. Er arbeitete von 1980 bis 2004 bei der Weltbank, zuletzt als Senior Advisor. Er war ausserordentlicher Professor an der Tshwane University of Technology in Südafrika. Von Binswanger-Mkhize liegen mehr als 40 Schriften, vorwiegend unselbstständige Veröffentlichungen oder für die Weltbank, vor.

## Auszeichnungen
- Träger der Elmhirst-Medaille der International Agricultural Economics Association.
- Fellow der American Association for the Advancement of Science[2]

## Schriften
- Hans P. Binswanger, Vernon W. Ruttan: Induced Innovation: Technology, institutions and development. Johns Hopkins University Press, Baltimore 1978, ISBN 0-8018-2027-8.
- Hans P. Binswanger, R. E. Evenson, C. A. Florencio, B. N. F. White (Hrsg.): Rural household studies in Asia. Singapore University Press, Singapur 1980, ISBN 9971-69-002-0.
- Hans P. Binswanger, Mark R. Rosenzweig (Hrsg.): Contractual Arrangements: Employment and Wages in Rural labor Markets in Asia. Yale University Press, New Haven 1984, ISBN 0-300-03214-5.
- Prabhu Pingali, Yves Bigot, Hans P. Binswanger: Agricultural Mechanization and the Evolution of Farmin Systems in Sub-Saharan Afrika. Johns Hopkins University Press, Baltimore 1987.
- J. Van Zyl, J. Kirsten, Hans P. Binswanger (Hrsg.): Agricultural Land Reform in South Africa: Policies, markets and mechanisms. Oxford University Press, Kapstadt 1996.

Arbeitspapiere, Studien und Veröffentlichungen der Weltbank
- Hans P. Binswanger, Klaus Deininger, Gershon Feder: Power, distortions, revolt, and reform in agricultural land relations. (Policy Research Working Paper Series No. 1164). The World Bank, Washington D.C. 1993.
- Hans P. Binswanger, Pierre Landell-Mills: The World Bank’s strategy for reducing poverty and hunger. (Environmentally Sustainable Develpoment and Monographs Series No. 4). The World Bank, Washington D.C. 1995.
- Hans P. Binswanger-Mkhize, Camille Bourguignon, Rogier van den Brink: Agricultural land redistribution: toward greater consensus. The World Bank, Washington D.C. 2009, ISBN 978-0-8213-7627-0.
- Hans P. Binswanger-Mkhize, Jacomina P. de Regt, Stephen Spector (Hrsg.): Local and Community Driven Development: Moving to Scale in Theory and Practice. The World Bank, Washington D.C. 2010, ISBN 978-0-8213-8194-6.